# George Hill (łyżwiarz figurowy)
George Edward Bellows Hill (ur. 24 kwietnia 1907 w Bostonie, zm. 17 września 2002 w Greenbrae) – amerykański łyżwiarz figurowy startujący w konkurencji solistów i par sportowych z Maribel Vinson. Uczestnik igrzysk olimpijskich (1936), mistrz Ameryki Północnej (1937) oraz 4-krotny mistrz Stanów Zjednoczonych (1933, 1935–1937).

## Osiągnięcia

### Pary sportowe

#### Z Maribel Vinson
| Zawody                           | 1930           | 1931           | 1932           | 1933           | 1934           | 1935           | 1936           | 1937           |                |                |                |                |                |                |                |                |                |
| Międzynarodowe                   | Międzynarodowe | Międzynarodowe | Międzynarodowe | Międzynarodowe | Międzynarodowe | Międzynarodowe | Międzynarodowe | Międzynarodowe | Międzynarodowe | Międzynarodowe | Międzynarodowe | Międzynarodowe | Międzynarodowe | Międzynarodowe | Międzynarodowe | Międzynarodowe | Międzynarodowe |
| -------------------------------- | -------------- | -------------- | -------------- | -------------- | -------------- | -------------- | -------------- | -------------- | -------------- | -------------- | -------------- | -------------- | -------------- | -------------- | -------------- | -------------- | -------------- |
| Igrzyska olimpijskie             |                |                |                |                |                |                | 5              |                |                |                |                |                |                |                |                |                |                |
| Mistrzostwa świata               |                | 5              |                |                |                |                | 5              |                |                |                |                |                |                |                |                |                |                |
| Mistrzostwa Ameryki Północnej    |                |                |                |                |                | 1              |                | 2              |                |                |                |                |                |                |                |                |                |
| Krajowe                          |                |                |                |                |                |                |                |                |                |                |                |                |                |                |                |                |                |
| Mistrzostwa Stanów Zjednoczonych | 2              | 2              | 2              | 1              |                | 1              | 1              | 1              |                |                |                |                |                |                |                |                |                |

### Soliści
| Zawody                           | 1930           | 1931           | 1932           | 1933           | 1934           | 1935           | 1936           |                |                |                |                |                |                |                |                |                |                |
| Międzynarodowe                   | Międzynarodowe | Międzynarodowe | Międzynarodowe | Międzynarodowe | Międzynarodowe | Międzynarodowe | Międzynarodowe | Międzynarodowe | Międzynarodowe | Międzynarodowe | Międzynarodowe | Międzynarodowe | Międzynarodowe | Międzynarodowe | Międzynarodowe | Międzynarodowe | Międzynarodowe |
| -------------------------------- | -------------- | -------------- | -------------- | -------------- | -------------- | -------------- | -------------- | -------------- | -------------- | -------------- | -------------- | -------------- | -------------- | -------------- | -------------- | -------------- | -------------- |
| Igrzyska olimpijskie             |                |                |                |                |                |                | 22             |                |                |                |                |                |                |                |                |                |                |
| Mistrzostwa świata               |                | 11             |                |                |                |                |                |                |                |                |                |                |                |                |                |                |                |
| Krajowe                          |                |                |                |                |                |                |                |                |                |                |                |                |                |                |                |                |                |
| Mistrzostwa Stanów Zjednoczonych | 3              | 3              |                |                | 3              |                | 3              |                |                |                |                |                |                |                |                |                |                |